# Scraptiidae
Scraptiides
Famille
Synonymes
- famille Scraptidae[1]

Les Scraptiidae (Scraptiides) sont une famille de coléoptères de la super-famille des Tenebrionoidea.

## Taxonomie
Selon les sources, ce taxon est attribué à Johannes von Nepomuk Franz Xaver Gistel en 1848 ou à Étienne Mulsant en 1856.

## Liste des sous-familles, tribus et genres
Selon BioLib (26 juillet 2019) :
- sous-famille Afreminae Levey, 1985
- sous-famille Anaspidinae Mulsant, 1856
  - tribu Anaspidini Mulsant, 1856
    - genre Anaspis Geoffroy, 1762
    - genre Cyrtanaspis Emery, 1876

  - tribu Anaspimordini Franciscolo, 1954
  - tribu Menuthianaspidini Franciscolo, 1972
  - tribu Pentariini Franciscolo, 1954
    - genre Pentaria Mulsant, 1856
    - genre Pseudopentaria Franciscolo, 1956
- sous-famille Scraptiinae Gistel, 1848
  - tribu Allopodini Franciscolo, 1964
  - tribu Scraptiini Gistel, 1848
    - genre Phytilea Broun, 1893
    - genre Scraptia Latreille, 1807
    - genre Trotomma Kiesenwetter, 1851
    - genre Trotommidea Reitter, 1883

  - genre Xylophilostenus Lea, 1917